# Carlo Croce
Carlo Croce (Milano, 15 aprile 1892 – Bergamo, 24 luglio 1944) è stato un militare e partigiano italiano, fondatore di una delle primissime formazioni della Resistenza italiana, fu catturato dalle SS il 24 luglio 1944. Deceduto all'ospedale di Bergamo in seguito alla ferite riportate durante i durissimi interrogatori ai quali venne sottoposto, fu insignito della Medaglia d'oro al valor militare alla memoria.

## Biografia
Nato a Milano il 15 aprile 1892, figlio di Gaetano e Maria Ferri. Arruolato nel Regio Esercito, viene congedato il 4 giugno 1912, ma subito richiamato in servizio attivo il 5 agosto dello stesso anno, ed assegnato al 5º Reggimento bersaglieri. Promosso caporale, fece carriera rapidamente, promosso caporale maggiore (5 dicembre 1913), e sergente (31 ottobre 1914).
Dopo l’entrata in guerra del Regno d’Italia, il 25 ottobre 1915 diviene Aspirante ufficiale, ed è promosso sottotenente di complemento il 17 dicembre successivo, in forza al 7º Reggimento bersaglieri. Tenente dal 29 dicembre 1916, diviene capitano il 1 agosto 1918, prestando poi servizio nel 22°, 12° ed ancora al 7º Reggimento bersaglieri.
Congedato il 9 aprile 1920, si stabilisce a Milano avviando l’attività di industriale nel settore delle carrozzelle per disabili.
Promosso 1º capitano della riserva il 26 dicembre 1930, diviene maggiore il 22 febbraio 1939. Richiamato in servizio attivo nel corso del 1942, il 13 giugno dello stesso anno parte per il fronte orientale al seguito del CSIR, venendo promosso tenente colonnello il 23 marzo 1943, e rientrando in Patria nel corso dello stesso anno.
Si sposò con Albertina Seveso ed ebbe tre figli: Alda (nata dal matrimonio precedente), Alberto, Adriana (nata nel 1937).

### Il "Gruppo Cinque Giornate"
Colonnello dei Bersaglieri, comandante di distaccamento del terzo reggimento bersaglieri a Porto Val Travaglia, al momento della firma dell'armistizio dell'8 settembre 1943 Croce assistette allo sfacelo del Regio Esercito lasciato senza ordini rendendosi subito conto che il proclama del Maresciallo d'Italia Badoglio di fatto apriva le porte all'occupazione dell'Italia da parte dei tedeschi, di cui aveva già potuto constatare la ferocia sul fronte orientale.
Il reparto che presiedeva era formato da due battaglioni, compresi avieri della Regia Aeronautica ancora da addestrare. Per i primi giorni successivi all'armistizio questi rimasero intorno al comandante, ma con il precipitare degli eventi la truppa cominciò a sfaldarsi. Croce decise allora di spostarsi nelle fortificazioni della Frontiera Nord che sorgevano presso Cascina Fiorini, risalenti alla prima guerra mondiale e ai tempi in stato di abbandono.
Poiché il presidio non aveva armi né munizioni a disposizione, Croce dovette procurarsele facendole prelevare dalle caserme delle vicine Luino e Laveno, oppure ottenendole dai militari sbandati che cercavano di riparare in Svizzera: si trattava per lo più di moschetti 91 insieme a poche armi automatiche e pistole, con una buona quantità di bombe a mano e circa diecimila munizioni sciolte. Tutto questo materiale fu trasferito al Quartier generale nella ex caserma "Luigi Cadorna" di Vallalta di San Martino su camion militari e automezzi civili requisiti. L'impegno successivo fu di dare un nome al reparto, che fu battezzato ufficialmente Esercito Italiano-Gruppo Militare "Cinque Giornate" Monte San Martino di Vallata Varese.
Nel frattempo, benché gran parte dei soldati avesse tentato il ritorno a casa (a un certo punto lasciando Croce con soli dieci compagni), la formazione autonoma fu poi rimpolpata dall'afflusso di altri ex-sbandati intenzionati a prendere le armi contro i tedeschi: non solo italiani (militari e civili) ma anche prigionieri di guerra fuggiti dai campi di concentramento, fino a raggiungere la consistenza di 170 unità tanto che il 22 ottobre 1943 il gruppo venne diviso in tre compagnie. Inizialmente le azioni del gruppo "Cinque Giornate" si limitarono all'irrobustimento delle fortificazioni e delle postazioni, allo scavo di fossati e trincee, alle "puntate" a valle per il rifornimento di viveri (talvolta ancora più scarsi delle munizioni) e alla sorveglianza delle strade vicine, che confluivano proprio nel piazzale antistante l'ex caserma in Vallalta.
Da notare è il fatto che Croce organizzò la formazione come un vero e proprio reparto del Regio Esercito, avendo in mente una linea "attendista" e non una guerra mobile che si avvaleva della conoscenza del terreno: l'esatto contrario della tattica che in seguito avrebbe determinato il successo dell'esperienza partigiana. A nulla servì il tentativo di un rappresentante del CLNAI di convincere Croce a suddividere i suoi uomini in gruppi di minore consistenza, ma più agili e adatti alla guerriglia, che avrebbero prolungato la sopravvivenza della formazione aumentandone anche l'efficacia. Inoltre la scarsa segretezza che contraddistingueva il reparto (non vi erano "nomi di battaglia" ma addirittura carte di identità militari con tanto di fotografia) lo rese facilmente infiltrabile dallo spionaggio nemico, così che per i tedeschi e i fascisti non fu difficile raccogliere informazioni sulla consistenza e sui punti deboli del Gruppo.
Per le prime settimane il "Cinque Giornate" non sembrò preoccupare troppo gli occupanti, ma con l'avanzare dell'inverno si temette che la formazione "ribelle" potesse costituire un intralcio nel controllo del territorio, per cui il 13 novembre fu proclamato lo stato d'assedio e il giorno seguente tutti gli uomini dai 15 ai 65 anni furono rastrellati dai paesi siti ai piedi delle montagne e rinchiusi negli edifici pubblici o nelle chiese. Vennero liberati alcuni giorni dopo, non prima però che molti subissero sevizie o torture perché accusati di essere partigiani o loro simpatizzanti.

### La Battaglia del San Martino
Il 14 novembre 1943 i tedeschi lanciarono un massiccio attacco contro le fortificazioni del San Martino: anche se largamente inferiori di numero, gli uomini di Croce riuscirono a tenere testa a ben duemila soldati della Wehrmacht.

### La morte
Il colonnello Carlo Croce, insieme con altri uomini rientrati dalla Confederazione svizzera nei mesi successivi, cercarono di unirsi ad altri gruppi combattenti: il colonnello fu catturato all'Alpe Painale, presso Sondrio, e rimediò una ferita a un braccio che gli venne amputato. Morì il 24 luglio 1944 all'ospedale di Bergamo presso il comando tedesco, in seguito alle torture inflittegli dalle SS.